# Adam Roberts
Adam Roberts (nacido 1965) es un académico, crítico y novelista británico. Aunque se destaca en el plano de la ciencia ficción, también ha escrito libros paródicos bajo diferentes seudónimos, como A.R.R.R. Roberts y Don Brine. 
Se graduó de Literatura Inglesa en la Universidad de Aberdeen y continuó con una Maestría en clásicos de la Universidad de Cambridge. Enseña Literatura Inglesa y clases de escritura en la Facultad de Royal Holloway, de la Universidad de Londres. Fue nominado dos veces con el premio Arthur C. Clarke, tanto por su primera novela "Salt" (2001) como por "Gradisil" (2007).
Escribe con frecuencia en blogs (el más usual, The Valve) y suele comentar en su página oficial.

## Obra

### Ficción
| Novelas - Salt (2001) - On (2001) - Stone (2002) - Polystom (2003) - The snow (2004) - Gradisil (2006) - Land of the headless (2007) - Splinter (2007) - A novel: Swiftly (2008) - A novel: Yellow Blue Tibia (2009) - Ejército nuevo modelo (2010). "New Model Army". Ed. Gigamesh, 2016. | Novelas cortas y colecciones de cuentos - Park Polar (2002) - Jupiter Magnified (2003) - Swiftly: Stories (2004) - "S-Bomb" in Riffing on Strings: Creative Writing Inspired by String Theory (2008) |

Parodias
- The Soddit (2003, parodia de "El hobbit")
- The McAtrix Derided (2004, parodia de "Matrix")
- The Sellamillion (2004, parodia de "El Silmarillion")
- Star Warped (2004, parodia de "Star Wars")
- The Va Dinci Cod (2005, parodia de "El Código Da Vinci")
- Doctor Whom: E.T. Shoots and Leaves (2006, parodia de "Doctor Who")
- I am Scrooge: A Zombie Story for Christmas" (2009, parodia de "Un cuento de Navidad")

### No ficción
Críticas
- Science Fiction: the New Critical Idiom (2000)
- The History of Science Fiction (Palgrave Histories of Literature) (2006)